# Burdria
Burdria là một chi bướm đêm thuộc họ Noctuidae.